# Латуса
Латуса је у грчкој митологији била супруга трачанског краља Линкеја.

## Митологија
Латуса је била пријатељица Прокне, Филомелине сестре. Када је Тереј дао Филомелу, након што ју је силовао, Латусином супругу Линкеју да му буде конкубина, Латуса је успела да поново састави сестре. Она је, наиме, одмах послала Филомелу њеној сестри. Латусу је поменуо Хигин.